# 名川侃市

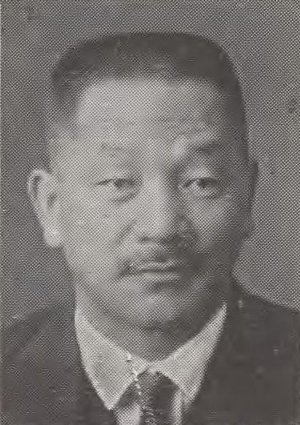
名川侃市

名川 侃市（ながわ かんいち、1883年（明治16年）6月1日 - 1944年（昭和19年）8月19日）は、日本の政治家、弁護士、会社役員。衆議院議員（広島県第一区選出、当選6回）。鉄道政務次官。司法参与官。第一東京弁護士会会長。松竹監査役。
東京弁護士会会長、国家公安委員を務めた名川保男の兄。

## 来歴
広島県高田郡坂村（のち向原町、現安芸高田市）に生まれた。名川次郎平の長男。1903年（明治36年）、明治法律学校（現明治大学）卒業。1906年（明治39年）、法政大学卒業。
判事検事登用試験合格。1909年（明治42年）、東京地方裁判所判事に任官。1917年（大正6年）に退官し弁護士となる。一般訴訟事務を取り扱う。1921年（大正10年）、東京府荏原郡大井町会議員に推され、町政のためにも尽力。
同郷の望月圭介から出馬を勧められ、1927年（昭和2年）11月に行われた広島第1区衆議院議員補欠選挙で当選。政友会公認。以後、第16回衆議院議員総選挙から第20回衆議院議員総選挙まで5回連続当選。同交会、立憲政友会に所属。
1940年（昭和15年）、斎藤隆夫衆議院議員に対する除名決議に反対票を投じた。1942年（昭和17年）4月に実施された第21回衆議院議員総選挙（いわゆる翼賛選挙）では、非推薦となり193票差で落選した。1943年（昭和18年）4月、第一東京弁護士会会長に就任。また会社の重役であった。

## 政策・主張

### 政見綱領
- 国体の明徴徹底と機関説排撃[4]
- 自主的外交の充と実経済外交の強化[4]
- 責任政治の確立と憲政の常道復帰[4]
- 兵農両全主義の実現[4]
- 挙国一致内閣の出現に依る難局打開の大業成就の急務[4]

## 人物
1918年（大正7年）、家督を相続。趣味は園芸、銃猟。宗教は真宗。住所は東京市品川区大井鹿島町。弁護士としては、甘粕事件、五私鉄疑獄事件、売勲事件の弁護人を務めた。事務所は京橋区銀座。
1937年（昭和12年）6月16日に日本航空輸送研究所が運航する大阪発別府行きの一四式水上偵察機（旅客用に改造していた）に妻と搭乗していたところ、小豆島沖に不時着水し救助された。名川夫妻は初めて飛行機に乗ったところ、この災難にあったという。
帝人事件においては検察側の取り調べの過程に人権蹂躙があったとして、衆議院本会議で質問を行った。また、1940年（昭和15年）のいわゆる反軍演説による斎藤隆夫の議員除名問題においては、議員除名を反対する投票を行った7名のうちの1名であった。

## 家族・親族
名川家
- 父・次郎平[5]
- 母・ミヨ（1854年 - ?、名川廣平の二女）[7]
- 弟・保男（1896年 - 1975年、弁護士）[5]
- 妻・シヅ（1893年 - ?、神奈川、鈴木易三の長女）[5]
- 男・敬太郎（1914年 - ?）[5]
- 男・順次郎（1916年 - ?）[5]
- 男（1918年 - ?）[5]
- 女（1921年 - ）[5]
- 四男（神奈川、鈴木ミツの養子）、五男、六男[5]